# Gil Cunegatto Marques
Gil Cunegatto Marques (Santa Rosa, 6 de fevereiro de 1929 — Itaqui, 18 de maio de 2020) foi um político brasileiro. Foi prefeito e vereador de Itaqui e também vereador de Santa Rosa. Também ocupou uma vaga de Deputado estadual na Assembleia Legislativa do Rio Grande do Sul.

## Carreira política
Foi vereador e prefeito pelo antigo PTB, tendo seu mandato cassado durante o golpe de 1964 após isso foi preso por 111 dias. Elegeu-se deputado Estadual pelo MDB em 1978, foi um dos fundadores e o primeiro deputado estadual a aderir ao PDT.
Na política teve como seguidores dois de seus filhos, o ex-prefeito Gil Marques Filho e a vereadora Mara Marques Ayub.
Morte
Morreu em 18 de maio de 2020, na cidade de Itaqui.